# 格羅夫頓 (德克薩斯州)
格羅夫頓（英語：Groveton）是一個位於美國德克薩斯州三一縣的城市。根據2010年美國人口普查，該地共人口1057人，而該地的面積約為6.80平方千米。同時該地也是三一縣的縣治。

## 地理
格羅夫頓的座標為31°03′22″N 95°07′46″W / 31.05611°N 95.12944°W，而該地的平均海拔高度為100米（即328英尺）。